# Silla giratoria

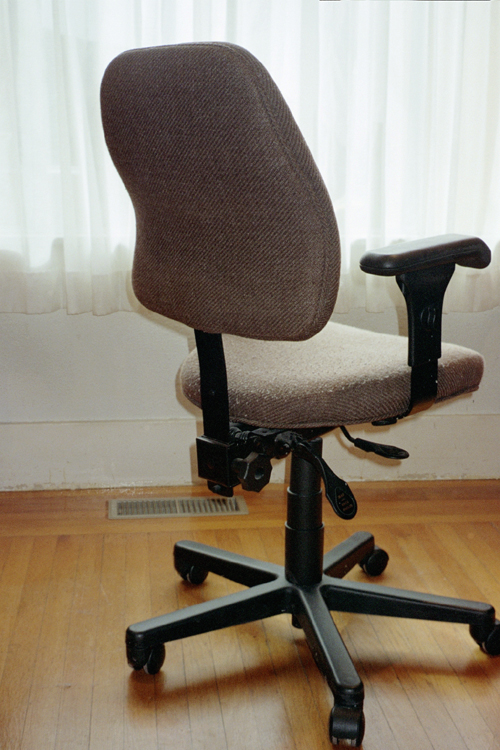
Una silla giratoria con gato para subir y bajar el asiento

Una silla giratoria, o rotatoria, es una silla con una sola pata central que permite que el asiento gire libremente. Su inventor, Martin Löffelholz von Kolberg, ilustró un concepto de una silla giratoria con ruedas giratorias en su manuscrito iluminado tecnológico de 1505, el llamado Codex Löffelholz. Se piensa que Thomas Jefferson redactó la Declaración de Independencia de los Estados Unidos de América en 1776 mientras estaba sentado en una silla giratoria de su propio diseño.

## Tipos y ejemplos
Las sillas giratorias pueden tener ruedas en la base que permitan al usuario mover la silla alrededor de su área de trabajo sin levantarse. Este tipo es común en las oficinas modernas y, a menudo, también se las conoce como sillas de oficina. Las sillas giratorias de oficina, al igual que las sillas de ordenador, suelen incorporar un elevador de gas para ajustar la altura del asiento, pero no suelen ser grandes (por ejemplo, reclinables) sillones giratorios.
Una silla de dibujante es una silla giratoria sin ruedas que suele ser más alta que una 'silla de oficina' para usar frente a un tablero de dibujo. También tienen un anillo para los pies para apoyar las piernas cuando no es posible llegar al suelo.

## Asiento giratorio
Cuando la silla giratoria está instalada en un avión, un automóvil o en un elevador y no puede moverse de forma independiente porque se encuentra sobre una base fija, se denomina más bien asiento giratorio. Algunos asientos giratorios también son asientos de cubo

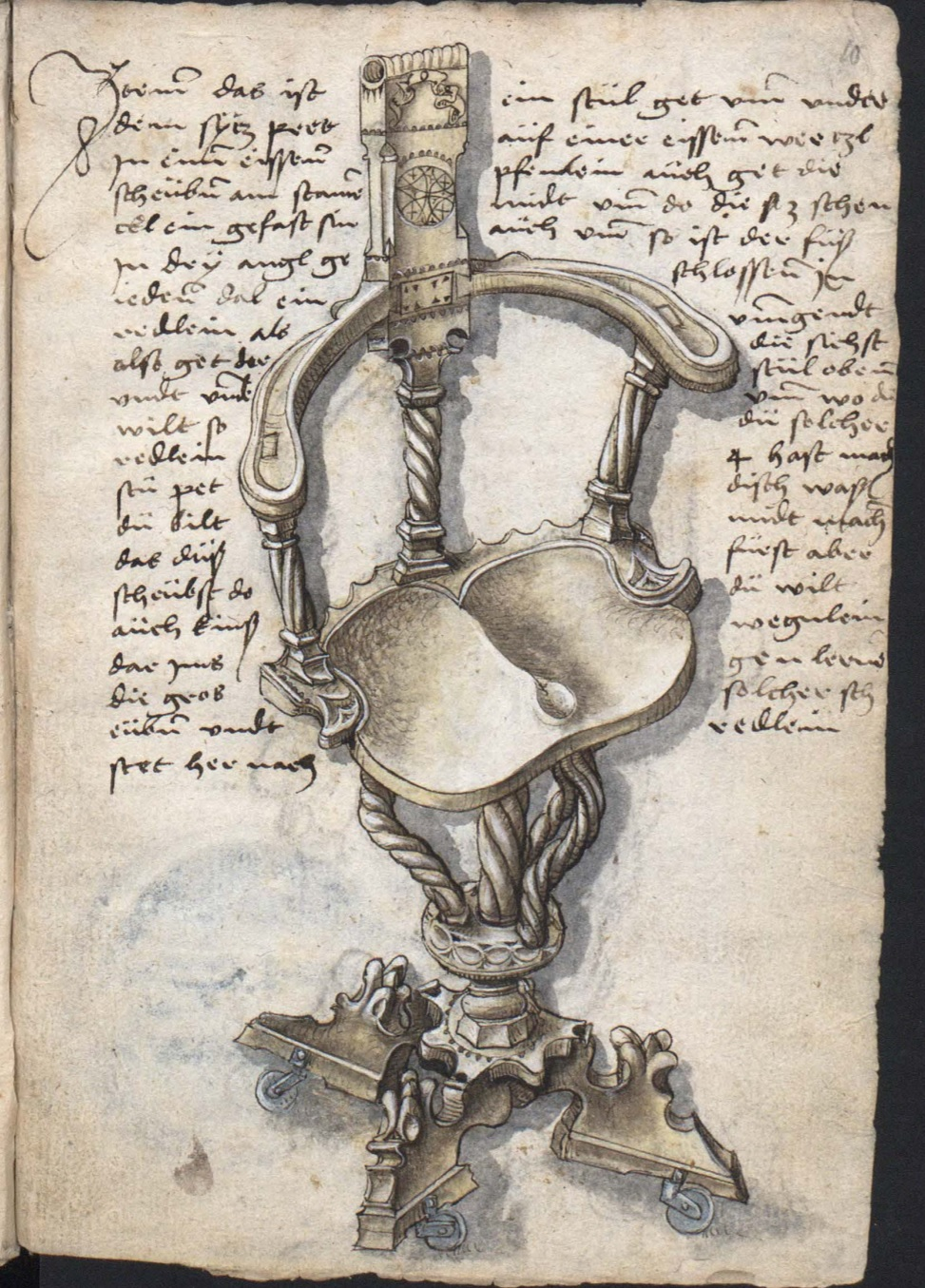
Concepto de una silla giratoria con ruedas giratorias del códice Löffelholz de Núremberg, Alemania, fechado en 1505

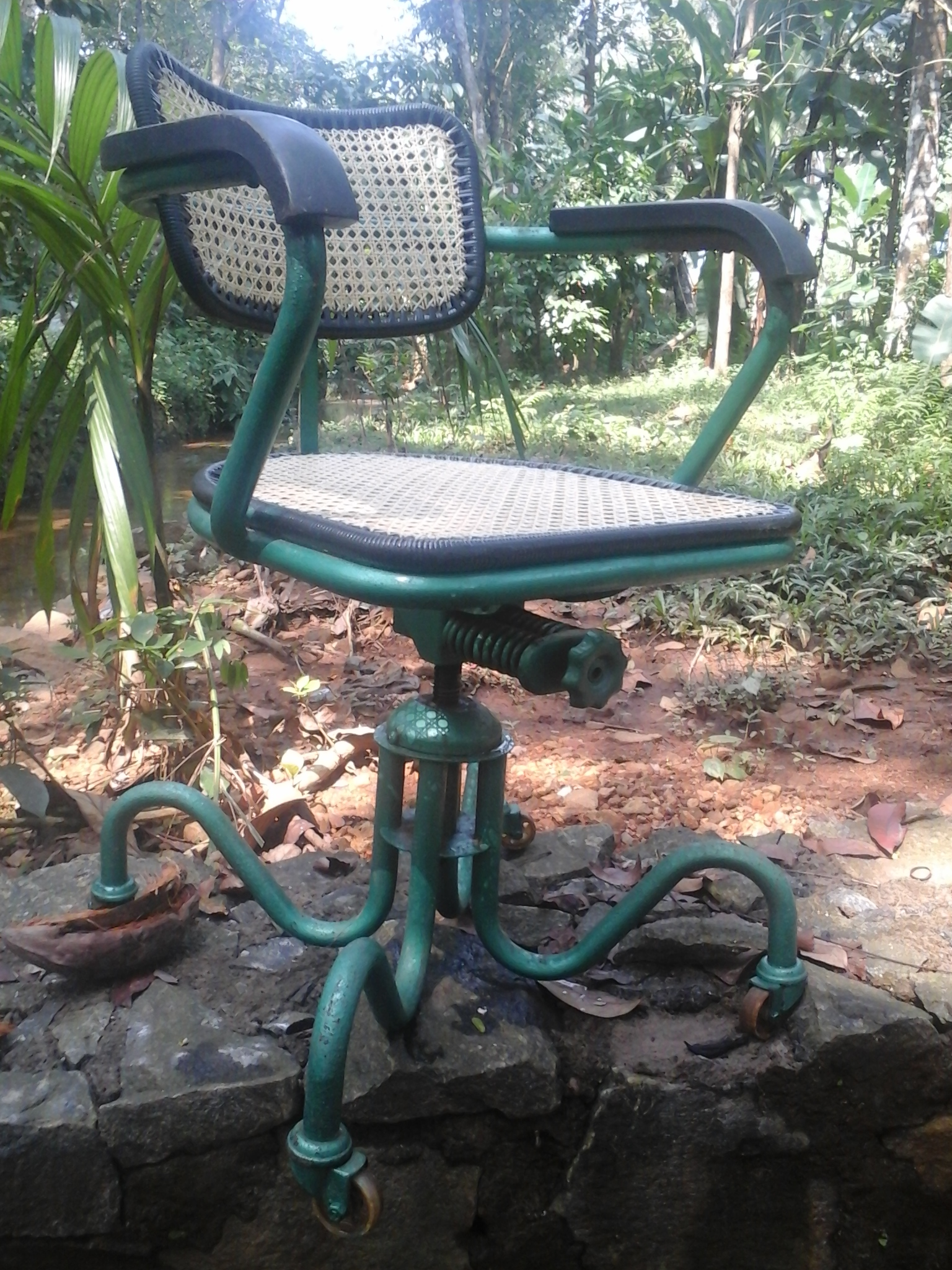
Una vieja silla giratoria

Usando una silla Windsor de estilo inglés, posiblemente fabricada y comprada a Francis Trumble o al ebanista de Filadelfia Benjamin Randolph, Thomas Jefferson construyó una de las primeras sillas giratorias. Jefferson modificó en gran medida la silla Windsor e incorporó partes superior e inferior conectadas por un eje central de hierro, lo que permitió que la mitad superior, conocida como asiento, girara sobre ruedas del tipo que se usa en las ventanas colgadas con cuerdas. No tenía ruedas. Cuando el Segundo Congreso Continental se reunió en Filadelfia, se supone que la silla giratoria de Jefferson es la silla en la que se sentó cuando redactó la Declaración de Independencia de los Estados Unidos en 1776. Más tarde, Jefferson envió la silla giratoria a su plantación de Virginia, Monticello, donde construyó una «pala de escritura» en su costado en agosto de 1791.
Desde 1836, la cátedra ha estado en posesión de la Sociedad Filosófica Estadounidense ubicada en Filadelfia.
- Descansabrazo
- Sillón de barbero, otro tipo de sillón giratorio
- Asiento plegable
- Silla de juego